# Trojstveni Markovac
Trojstveni Markovac – wieś w Chorwacji, w żupanii bielowarsko-bilogorskiej, w mieście Bjelovar. W 2011 roku liczyła 1301 mieszkańców.